# Copa Brasil de Futebol de Areia de 2016
A Copa Brasil de Clubes de Futebol de Areia ou Copa Brasil de Clubes de Beach Soccer de 2016 foi a quarta edição do torneio, realizado de 4 a 8 de maio pela Confederação Brasileira de Beach Soccer, sediado na praia de Arena Domingos Leal em São Luís.
Fonte = Detalhes
O Sampaio Corrêa sagrou-se como campeão da copa brasil de 2016, vencendo o Rio Branco por 5 a 1 na decisão. esse foi o primeiro título da querida bolivia brasileira em cenário nacional no Beach Soccer.
Fonte = Detalhes

## Times Participantes
| Equipe         | Cidade         | Em 2014 | Títulos            | Participações |
| -------------- | -------------- | ------- | ------------------ | ------------- |
| Espírito Santo | Vitória        | -       | 0 (não possui)     | 1ª            |
| Flamengo       | Rio de Janeiro | 3º      | 1 (último em 2013) | 5ª            |
| Palmas         | Palmas         | -       | 0 (não possui)     | 1ª            |
| Rio Branco     | Vitória        | -       | 0 (não possui)     | 2ª            |
| Sampaio Corrêa | São Luís       | 6º      | 0 (não possui)     | 5ª            |
| Santos         | São Paulo      | -       | 0 (não possui)     | 1ª            |
| Sport          | Recife         | 2º      | 0 (não possui)     | 4ª            |
| Vasco da Gama  | Rio de Janeiro | 1º      | 1 (último em 2014) | 5ª            |

| Grupo A                                                               |
| Vasco da Gama (RJ) ↔ Flamengo (RJ) ↔ Sport (PE) ↔ Rio Branco (ES)     |
| Grupo B                                                               |
| Sampaio Corrêa (MA) ↔ Palmas (TO) ↔ Espírito Santo (ES) ↔ Santos (SP) |

## Fase de grupos

#### Grupo A
| Time          | Pts | J | V | V+ | D | GP | GC | SG |
| ------------- | --- | - | - | -- | - | -- | -- | -- |
| Vasco da Gama | 8   | 3 | 2 | 1  | 0 | 17 | 9  | 8  |
| Rio Branco    | 3   | 3 | 1 | 0  | 2 | 14 | 13 | 1  |
| Flamengo      | 3   | 3 | 1 | 0  | 2 | 13 | 15 | -2 |
| Sport         | 2   | 3 | 0 | 1  | 2 | 14 | 21 | -7 |

| 4 maio de 2016 | Flamengo | 5 - 6     | Rio Branco | Arena Domingos Leal, São Luís |
| 17:45          |          | Relatório |            |                               |

| 4 maio de 2016 | Vasco da Gama | 10 - 4    | Sport | Arena Domingos Leal, São Luís |
| 20:15          |               | Relatório |       |                               |

| 5 maio de 2016 | Vasco da Gama | 3 - 3 (a.e.t.) | Rio Branco | Arena Domingos Leal, São Luís |
| 17:45          |               | Relatório      |            |                               |

|  |       | Penalidades |
|  | 1 - 0 |             |

| 5 maio de 2016 | Sport | 5 - 6     | Flamengo | Arena Domingos Leal, São Luís |
| 20:15          |       | Relatório |          |                               |

| 6 maio de 2016 | Sport | 5 - 5 (a.e.t.) | Rio Branco | Arena Domingos Leal, São Luís |
| 17:45          |       | Relatório      |            |                               |

|  |       | Penalidades |
|  | 1 - 0 |             |

| 6 maio de 2016 | Vasco da Gama | 4 - 2     | Flamengo | Arena Domingos Leal, São Luís |
| 20:45          |               | Relatório |          |                               |

#### Grupo B
| Time           | Pts | J | V | V+ | D | GP | GC | SG  |
| -------------- | --- | - | - | -- | - | -- | -- | --- |
| Sampaio Corrêa | 9   | 3 | 3 | 0  | 0 | 23 | 10 | 13  |
| Espírito Santo | 6   | 3 | 2 | 0  | 1 | 22 | 14 | 8   |
| Santos         | 3   | 3 | 1 | 0  | 2 | 8  | 19 | -11 |
| Palmas         | 0   | 3 | 0 | 0  | 3 | 7  | 17 | -10 |

| 4 maio de 2016 | Espírito Santo | 10 - 2    | Santos | Arena Domingos Leal, São Luís |
| 19:00          |                | Relatório |        |                               |

| 4 maio de 2016 | Sampaio Corrêa | 7 - 2     | Palmas | Arena Domingos Leal, São Luís |
| 21:30          |                | Relatório |        |                               |

| 5 maio de 2016 | Palmas | 2 - 6     | Espírito Santo | Arena Domingos Leal, São Luís |
| 19:00          |        | Relatório |                |                               |

| 5 maio de 2016 | Sampaio Corrêa | 6 - 2     | Santos | Arena Domingos Leal, São Luís |
| 21:30          |                | Relatório |        |                               |

| 6 maio de 2016 | Santos | 4 - 3     | Palmas | Arena Domingos Leal, São Luís |
| 19:00          |        | Relatório |        |                               |

| 6 maio de 2016 | Sampaio Corrêa | 10 - 6    | Espírito Santo | Arena Domingos Leal, São Luís |
| 21:30          |                | Relatório |                |                               |

## Definição de 5º ao 8º lugar
|  | 5º ao 8º lugar | 5º ao 8º lugar |     |           | Quinto lugar | Quinto lugar |  |
|  |                |                |     |           |              |              |  |
|  | 7 de maio      |                |     |           |              |              |  |
|  | Flamengo       | 4 (1)          |     |           |              |              |  |
|  | Palmas         | 4 (3)          |     |           |              |              |  |
|  |                |                |     |           |              |              |  |
|  |                |                |     |           | 8 de maio    |              |  |
|  |                |                |     |           | Palmas       | 0 *          |  |
|  |                | Sport          | 0 * |           |              |              |  |
|  |                |                |     |           |              |              |  |
|  |                |                |     |           |              |              |  |
|  |                |                |     |           | Sétimo lugar |              |  |
|  | 7 de maio      | 7 de maio      |     | 8 de maio | 8 de maio    |              |  |
|  | Santos         | 6              |     | Flamengo  | 0 *          |              |  |
|  | Sport          | 7              |     |           | Santos       | 0 *          |  |

### 5º ao 8º lugar
| Sábado, 7 de maio | Flamengo | 4 – 4 | Palmas | Arena Domingos Leal, São Luís |
| 08:15             |          |       |        |                               |

|  |       | Penalidades |
|  | 1 - 3 |             |

| Sábado, 7 de maio | Santos | 6 – 7 | Sport | Arena Domingos Leal, São Luís |
| 09:30             |        |       |       |                               |

### Disputa pelo 7º lugar
| Domingo, 8 de maio | Flamengo | 0 – 0 | Santos | Arena Domingos Leal, São Luís |
| 08:30              |          |       |        |                               |

### Disputa pelo 5º lugar
| Domingo, 8 de maio | Palmas | 0 – 0 | Sport | Arena Domingos Leal, São Luís |
| 09:45              |        |       |       |                               |

## Fase final
|  | Semifinais     | Semifinais     |   |               | Final          | Final |  |
|  |                |                |   |               |                |       |  |
|  | 7 de maio      |                |   |               |                |       |  |
|  | Vasco da Gama  | 5 (0)          |   |               |                |       |  |
|  | Espírito Santo | 5 (1)          |   |               |                |       |  |
|  |                |                |   |               |                |       |  |
|  |                |                |   |               | 8 de maio      |       |  |
|  |                |                |   |               | Espírito Santo | 1     |  |
|  |                | Sampaio Corrêa | 5 |               |                |       |  |
|  |                |                |   |               |                |       |  |
|  |                |                |   |               |                |       |  |
|  |                |                |   |               | Terceiro lugar |       |  |
|  | 7 de maio      | 7 de maio      |   | 8 de maio     | 8 de maio      |       |  |
|  | Sampaio Corrêa | 4              |   | Vasco da Gama | 6              |       |  |
|  | Rio Branco     | 0              |   |               | Rio Branco     | 5     |  |

### Semifinais
| Sabado, 7 de maio | Vasco da Gama | 5 – 5 | Espírito Santo | Arena Domingos Leal, São Luís |
| 11:30             |               |       |                |                               |

|  |       | Penalidades |
|  | 0 - 1 |             |

| Sabado, 7 de maio | Sampaio Corrêa | 4 – 0 | Rio Branco | Arena Domingos Leal, São Luís |
| 12:30             |                |       |            |                               |

### Terceiro Lugar
| Domingo, 8 de maio | Vasco da Gama | 6 – 5 | Rio Branco | Arena Domingos Leal, São Luís |
| 11:00              |               |       |            |                               |

### Final
| Domingo, 8 de maio | Espírito Santo | 1 – 5 | Sampaio Corrêa | Arena Domingos Leal, São Luís |
| 13:00              |                |       |                |                               |

## Campeão
| Copa Brasil de Beach Soccer 2016   |
| Maranhão                           |
| ---------------------------------- |
| SAMPAIO CORRÊA Campeão (1° título) |

## Prêmios
| Melhor Jogador                  | Melhor Jogador | Melhor Jogador |
| ------------------------------- | -------------- | -------------- |
| Rodrigo ( Espírito Santo)       |                |                |
| Artilheiro                      |                |                |
| José Lucas ( Sport)             |                |                |
| 7 gols                          |                |                |
| Melhor Goleiro                  |                |                |
| Leandro Fanta ( Sampaio Corrêa) |                |                |
| Revelação                       |                |                |
| José Lucas ( Sport)             |                |                |

## Classificação
| Pos. | Time           |
| ---- | -------------- |
| 1º   | Sampaio Corrêa |
| 2º   | Espírito Santo |
| 3º   | Vasco da Gama  |
| 4º   | Rio Branco     |
| 5º   | Palmas         |
| 6º   | Sport          |
| 7º   | Flamengo       |
| 8º   | Santos         |